# Верескино

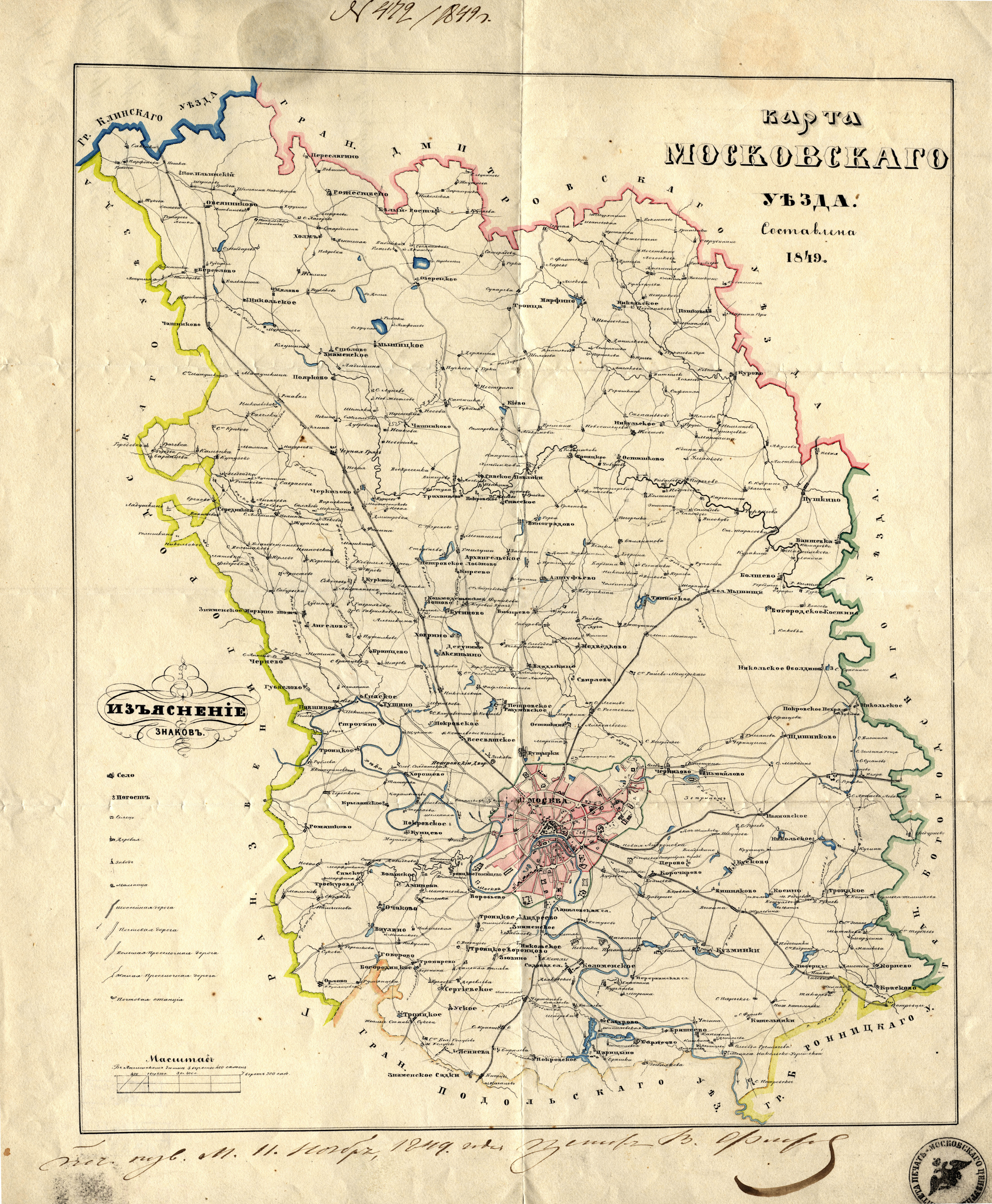
Вирискина на карте Московского уезда, 1849 года.

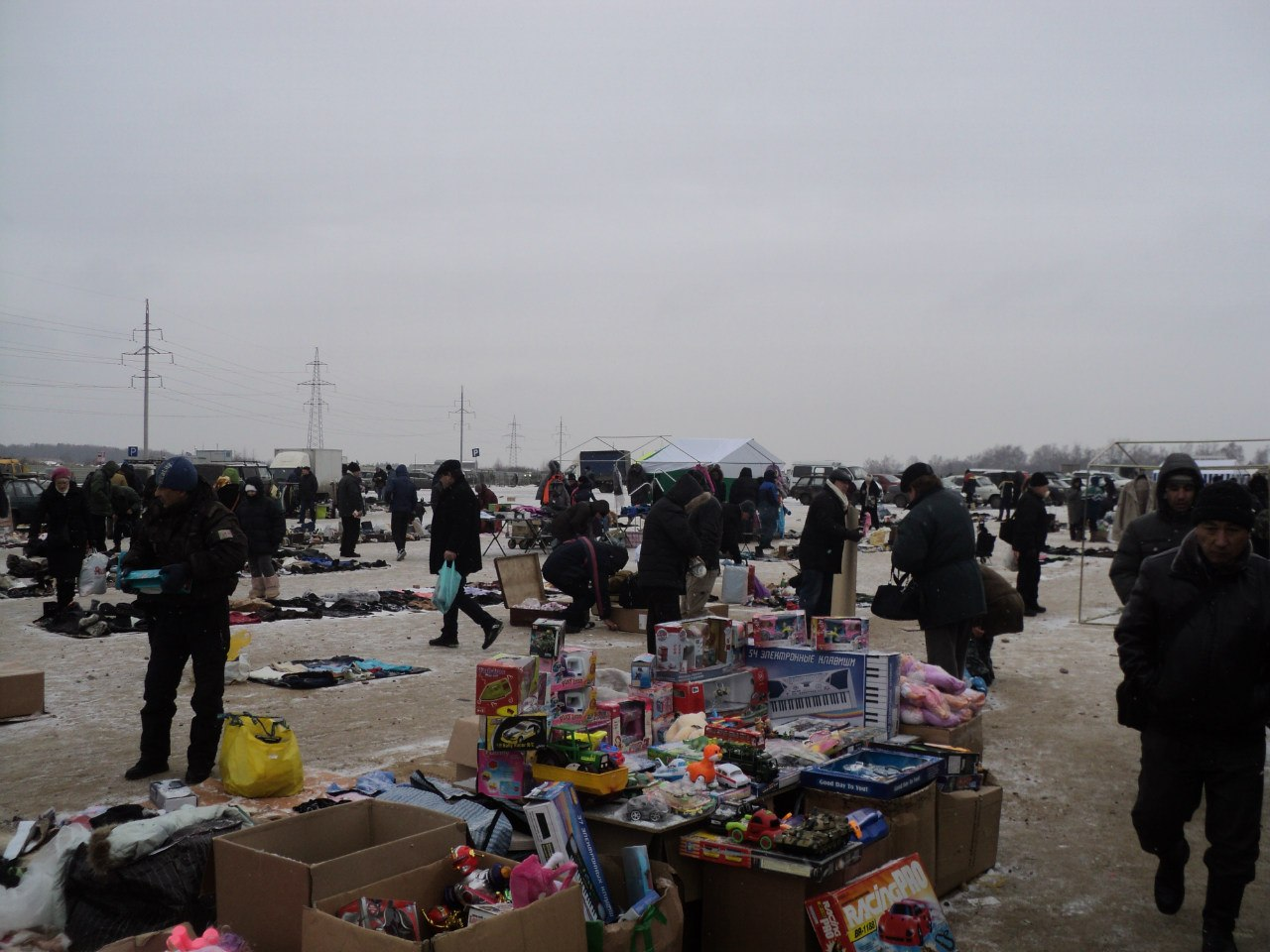
Блошиный рынок «Левша» возле Верескина.

Верескино — деревня в составе Молжаниновского района Москвы, бывшая деревня в Подмосковье.
На Плане Царствующего града Москвы, 1766 года, название деревни указано как Берескина (возможно, гравёр ошибся), а на топографической карте Московского уезда 1849 года деревня именуется Вирискина. Деревня находится на территории Молжаниновского района Северного административного округа. Через деревню проходит Новосходненское шоссе.

## История
Первое упоминание датируется 1584 годом в Писцовой книге в составе вотчины Вознесенского монастыря:
Сельцо Верескино на речке на Всходне, а в нём паханные добрые земли 50 четьи в поля, а в дву потомуж, сена 400 копен, лесу пашенного 5 десятин.
В конце XVII века Верескино, как и другие деревни: Бурцево, Морщихино (Морщилина) — перешли к Л. К. Нарышкину, дяде Петра I. Здесь шла дорога в Тверь (Тверская дорога) и сельцо располагалось на ней между Филина и Чёрная грязь. В 1703 году основан Санкт-Петербург, поэтому дорогу наметили в другом месте: новую дорогу (Санкт-Петербургская першпективая дорога) покрыли брёвнами и выпрямили, из-за чего деревню отдалили от дороги, но стан (остановка) Верескина деревня, на большой дороге, остался (705 вёрст от СПб. и 23 от М.). По причине перемещения, доходы жителей упали — дома перенесли к речке Сходне, что было ближе к дороге. В 1709 году в деревне располагалась 15 крестьянских дворов. После Нарышкина деревней владел Разумовский.
В 1809 году граф А. К. Разумовский продал Верескино полковнику Молженинову, также деревни Бурцево и Морщихино. В общем количество жителей составляло 331. В 1812 году Верескино захватила наполеоновская армия, пострадал скот и сельское хозяйство. После 1825 года Т. А. Муханова, фрейлина императрицы, приобрела Верескино. В 1840-х в деревне было 20 домов и 138 людей. В 1859 году Муханова умерла. В Верескино находилось уже 24 двора и 136 жителей. Деревня перешла по наследству к сёстрам Е. А. и П. А. Мухановым. В 1861 году, согласно Уставной грамоте, в деревне досталось 143,6 десятин земли. До 1880-х годов жители имели статус временнообязанных. Доходы были скудные, потому брали в долг. В 1880-х годах стало развиваться кузнечное и столярное ремесло, вязание, плетение и шитьё. В Верескино находилось красильное заведение московского мещанина А. И. Пашкова.
В начале XX века территория увеличилось на 26 десятин, хотя количество скота уменьшилось. В Верескино увеличилось число промыслов: вязание перчаток, торговля, извоз, столярный промысел, размотка ниток. Из 28 семей 10 не имели лошадей и две коров. В 1908 году открыта железнодорожная платформа Подрезково. В 1926 году в Верескино находилось 37 дворов и 189 крестьян. В 1929 году создан совхоз «Застрельщик». Столяры объединялись в артель. Одну семью из деревни раскулачили и выслали. В их доме поместили артель. В 1930-е годы в деревни заработал деревенский клуб. Большинство жителей работали в колхозе до войны. После войны большинство жителей не вернулась с фронта. Артель объединили с Крюковской. Верескино электрифицировали. Молодёжь ушла на заработки в Химки и Сходню. В 1985 году Верескино включили в состав Москвы. В начале 1990-х годов в деревне находилось 58 жилых домов и 170 жителей.
В 2015 году застройщиком Обществом с ограниченной ответственностью (ООО) «ФинансТехноКомплект» получено разрешение на строительство горнолыжного парка по адресу: Верескино деревня, Новоподрезково, река Сходня, площадь участка для строительства составляет 38,7 гектара, площадь объектов комплекса — 136 800 квадратных метров. Ранее эти земли использовались для сельского хозяйства сельхозпредприятием «Химки» и СНТ «Карьер» научно-производственного объединения имени Лавочкина (под огородные участки). Однако — документы аренды СНТ оказались «утеряны», а архивы «сгорели»!
Вблизи микрорайона Верескино для обеспечение безопасной и комфортной пешеходной связи в Молжаниновском районе, планируется построить внеуличный пешеходный переход, обустроенным лифтами и пандусами, под проектируемым проездом № 8182, железнодорожными путями Ленинградского направления Октябрьской железной дороги и проектируемым проездом № 8188, для соединения с микрорайонами Новоподрезково, Молжаниновка и Новодмитровка.